# Julia Yeomans
Julia Mary Yeomans, FRS, (nascuda el 15 d'octubre de 1954) és una física teòrica i acadèmica anglesa. És activa en els camps de matèria condensada tova i física biològica. És Professora de Física a la Universitat d'Oxford.

## Educació i primers anys
Yeomans neix el 15 d'octubre de 1954 en Derby, Derbyshire (Anglaterra). Es forma a la Universitat de Somerville, Oxford, pel seu grau i a la Universitat de Wolfson, Oxford, on li és atorgat un doctorat en Física Teòrica l'any 1979. Durant la seva recerca de doctorat, treballa amb Robin Stinchcombe en fenòmens crítics en models d'espín.

## Recerca
Després de dos anys treballant com a investigadora postdoctoral a la Universitat de Cornell amb Michael E. Fisher, és nomenada conferenciant al Departament de Física a la Universitat de Southampton dins 1981. El 1983,es trasllada a la Universitat d'Oxford on, l'any 2002, esdevé professora.
Yeomans és professora al Centre Rudolf Peierls de Física Teòrica. La seva recerca se centra en la modelització teòrica de processos en fluids complexos incloent-hi cristalls líquids, gotes en superfícies hidrofòbiques, microcanals, així com bacteris.
La recerca de Yeoman es troba d'una forma accecible a una audiència més jove al web "Nature's Raincoats: bio-inspired super water-repellent surfaces" (L'impermeable de la Natura: superfícies super hidro-repel·lents inspirades en la biología). Això va ser presentat per primer cop per la Summer Science Exhibition (Exhibició de Ciència d'Estiu) 2009.

## Honors
L'any 2012, se li va ototgar una Beca de Recerca Avançada per la seva proposta de recerca "Microfluxe en entorns complexos" del Consell de Recerca europeu.
Va ser elegida Membre de la Royal Society al 2013.